# Johrenia polyscias
Johrenia polyscias är en flockblommig växtart som beskrevs av Joseph Friedrich Nicolaus Bornmüller. Johrenia polyscias ingår i släktet Johrenia och familjen flockblommiga växter. Inga underarter finns listade i Catalogue of Life.